# Super Sidekicks 3: The Next Glory
Super Sidekicks 3: The Next Glory es un videojuego de arcade de fútbol lanzado por SNK en 1995 como la tercera entrega de la saga Super Sidekicks predecesor de Super Sidekicks 2: The World Championship lanzado en 1994. Como un videojuego de arcade como sus predecesores, tenía varias opciones de juego para competir contra una inteligencia artificial u otros jugadores. Primero fue lanzado con un sistema MVS y más tarde para Neo Geo AES y Neo Geo CD y posteriormente en compilaciones y servicios de descarga para varias consolas. Tuvo mucha popularidad entre los jugadores y tuvo recepción y críticas positivas, y lo notaron como el verdadero sucesor de Super Sidekicks 2. Posteriormente fue lanzado The Ultimate 11: SNK Football Championship en 1996 como sucesor.

## Juego
Como su predecesor, Super Sidekicks 3: The Next Glory es un videojuego de fútbol bidimensional con sprites. Así como sus predecesores y otros videojuegos similares contaba con las reglas de esos años, pero con un sistema más basado en el arcade con una mejor simulación. Nuevos elementos fueron incluidos en el juego como el nombre de los jugadores que anotaban goles para su equipo, los cuales se iban acumulando conforme el tiempo que el jugador estuviera en juego. Además de la clasificación de los mejores 10 equipo del juego, también contaba con una tabla de goleadores.
Otra novedad era la introducción de los torneos regionales, en la que un equipo (sin importar la zona) podía entrar al torneo regional de su elección. Era bueno para aquellos jugadores que utilizaban al mismo equipo pero que buscaban enfrentar a otros rivales cada vez, además de jugar el torneo mundial. Los eventos eran Torneo Mundial (basado en la Copa Mundial de Fútbol), Torneo Europa (Eurocopa), Torneo Suramérica (Copa América), Torneo de las Américas (Copa de Oro de la CONCACAF), Torneo Africano (Copa Africana de Naciones), y Torneo de Asia (Copa Asiática).
También tiene como novedad que en el Torneo Mundial los rivales eran al azar, a diferencia de su predecesor que el torneo estaba inspirado en el mundial de Estados Unidos 1994 y los grupos eran los del torneo y en caso de utilizar a un equipo que no clasificó al mundial sería colocado en un grupo del mundial al azar.

## Equipos
La cantidad de equipos se incrementó con respecto a su predecesor, ya que pasó de tener 48 equipos a 64, divididos en ocho zonas geográficas:
| Europa (Grupo A) * Italia * Holanda * Suiza * Noruega * Inglaterra * Turquía * Portugal * Polonia             | Europa (Grupo B) * Alemania * España * Irlanda * Bélgica * Rumania * Dinamarca * Gales * República Checa | Europa (Grupo C) * Francia * Suecia * Bulgaria * Rusia * Grecia * Austria * Hungría * Finlandia | África * Nigeria * Marruecos * Camerún * Egipto * Sudáfrica * Zambia * Costa de Marfil * Guinea                            |
| Norteamérica * Estados Unidos * Canadá * Guatemala * México * Costa Rica * El Salvador * Puerto Rico * Panamá | Suramérica * Brasil * Colombia * Argentina * Bolivia * Uruguay * Ecuador * Perú * Chile                  | Asia (Grupo A) * Australia * Nueva Zelanda * China * Taiwán * Irán * Vietnam * Irak * Singapur  | Asia (Grupo B) * Arabia Saudita * Corea del Sur * Japón * Emiratos Árabes Unidos * Hong Kong * India * Tailandia * Malasia |

## Desarrollo y lanzamiento
Super Sidekicks 3: The Next Glory fue liderado por el director H. Kawano y el productor Eikichi Kawasaki, quienes ya habían estado en las dos entregas anteriores de Super Sidekicks. Un miembro bajo el seudónimo de "Uzumasa Seven" fue el programador principal, con "Kanimaro" y "Perfomaru" como diseñadores. Los miembros de Shinsekai Gakkyoku Zatsugidan Akihiro "Ackey" Uchida y Pearl Shibakichi diseñaron el sonido. Así como otros colaboraron con el desarrollo. Super Sidekicks 3 fue lanzado primero por SNK para el sistema Neo Geo MVS el 6 de marzo de 1995 y para Neo Geo AES el 7 de abril de 1995. Fue presentado por SNK durante el evento ACME de 1995. Más tarde el juego fue relanzado para la Neo Geo CD en Japón el 23 de junio de 1995 y para Norteamérica en octubre de 1996. En 2008 fue incluido como parte del SNK Arcade Classics Vol. 1 para Wii, PlayStation 2 y PlayStation Portable. En 2013 fue incluido como parte del Volumen 2 para Neo Geo X. Hamster Corporation lo relanzó para Nintendo Switch, PlayStation 4 y Xbox One en junio de 2018 en la serie Arcade Archives.

### Remake
En 1998 fue lanzado un remake con el título Neo Geo Cup '98: The Road to Victory desarrollado y lanzado por SNK para Neo Geo MVS para coincidir con la Copa Mundial de Francia 1998, siendo la entrega final de la serie Super Sidekicks debido al fracaso de la cuarta entrega. Una versión para Neo Geo Pocket Color fue lanzada bajo el título Neo Geo Cup '98 Plus Color.

## Recepción
Super Sidekicks 3: The Next Glory generó popularidad entre los jugadores y recibió críticas positivas, y varios críticos sintieron que era una secuela actualizada del Super Sidekicks 2, por lo que lo calificaron con notas inferiores a su predecesor. En Japón, Game Machine colocó a Super Sidekicks 3 el 15 de abril de 1995 como uno de los 10 videojuegos de arcade más populares. En Norteamérica RePlay lo colocó en la novena posición entre los más populares en aquella época. Electronic Gaming Monthly's elogío la versión para Neo Geo AES en su diseño gráfico, sonido y fácil jugabilidad. Andreas Knauf de M! Games se refirío al diseño visual y sonoro, catalogándolo como "un excelente juego de fútbol". Stefan Hellert comentó algo similar sobre los gráficos y el sonido pero dijo que era muy igual al predecesor de Super Sidekicks. Ralph Karels de Video Games remarcó que los diseñadores del anterior Super Sidekicks implementaron unas mejoras leves en varias áreas del juego.
Stephan Girlich de Play Time criticó positivamente el aspecto audiovisual, pero dijo que Super Sidekicks 3 podía no interesarle a los jugadores de las entregas previas de Super Sidekicks pero accesible para los nuevos jugadores. Christophe Delpierre habló positivamente de los gráficos, animaciones, sonido y jugabilidad. Scary Larry de GamePro lo llamó "juego divertido y rápido para los aficionados y los que no lo son tanto." Larry particularmente dijo que los gráficos eran "rápidos e intuitivos" en el control de la interfaz. Micromanía criticó la versión de Neo Geo CD porque a veces tardaba mucho el tiempo de descarga pero lo alabó en lo adictivo con varias opciones de juego y su presentación. Next Generation calificó la versión de Neo-Geo con dos estrellas de cinco, iniciando con que "si no hubiera otro videojuego similar, se podría considerar bueno, pero..." Javier Iturrioz de Superjuegos alabó la presentación, efectos de sonido y respuesta del control pero que la música quedaba a deber, iniciando que el juego contaba con elementos del Super Sidekicks 2 que mejoraron.
Sonia Herranz de Hobby Consolas alabó los gráficos, música, sonido y efectos, jugabilidad y efecto adictivo. Manuel de Campo de Hobby Hi-Tech notó que el Super Sidekicks 3 no puso más adiciones comparado con la segunda entrega. Victor Lucas de The Electric Playground remarcó que la versión de Neo Geo CD tenía buenos controles, diseño visual y de sonido. Maximum otorgó a la versión de Neo Geo CD una calificaciónd e dos de cinco estrellas, argumentando que el juego era estático y poco preciso con el balón. J. Luis Sanz de Última Generación criticó el largo tiempo de descarga en la versión de Neo Geo CD. Kyle Knight de AllGame sintió que Super Sidekicks 3: The Next Glory era como jugar Super Sidekicks 2 por lo que eso era un aspecto negativo.